# 이인수 (영화 감독)
이인수는 대한민국의 영화인이고 영화감독이다.
미국 하버드대학교 대학원 석사(Master Degree)를 받았다. 작품으로는 KBS 일요스페셜, 수요기획, 한민족리포트, 현장르포 제3지대, 3.1절 특집 프로그램 등의 프로그램과 드라마로는 KBS 추석특집 드라마 '산토스에 핀사랑, 띠아모' 연출 등을 연출하였다.
수상 경력으로는 1999년, 2000년, 2001년, 2002년 KBS 우수제작사 대상, 방송위원회 이 달의 좋은 프로그램 대상, 2003년 방송위원회 청소년 프로그램 기획 대상을 받았다.

## 작품
- 각본
  - 2008 쉿! 그녀에겐 비밀이에요 aka 마이달링 FBI
  - 2006 창공으로
  - 2005 HAAN 한길수

- 감독
  - 2008 쉿! 그녀에겐 비밀이에요 aka 마이달링 FBI
  - 2006 창공으로
  - 2005 HAAN 한길수

- 기획
  - 2008 쉿! 그녀에겐 비밀이에요 aka 마이달링 FBI
  - 2006 창공으로
  - 2005 HAAN 한길수

- 제작
  - 2005 HAAN 한길수[2]